# Trina Robbins
Trina Robbins, nata Trina Perlson (New York, 17 agosto 1938 – San Francisco, 10 aprile 2024), è stata una fumettista e storica del fumetto statunitense, la prima donna a disegnare il personaggio di Wonder Woman. Considerata tra le migliori fumettiste di tutti i tempi, entrò a far parte della Will Eisner Hall of Fame nel 2013 e della Wizard World Hall of Legends nel 2017.

## Biografia
Nata a Brooklyn, fu una delle prime e più influenti partecipanti al movimento del fumetto underground e una delle prime artiste donne in quel movimento. Sia come fumettista che come storica, Robbins venne a lungo coinvolta nella creazione di punti vendita di opere e nella promozione di artiste di fumetti. Negli anni '80, Robbins diventò la prima donna a disegnare fumetti di Wonder Woman.

## Carriera

### Primi lavori
Robbins fu una componente attiva del fandom di fantascienza negli anni '50 e '60. Le sue illustrazioni apparvero in fanzine di fantascienza come Habakkuk, nominato al Premio Hugo.

### Fumetti
I primi fumetti di Robbins furono pubblicati sull'East Village Other; contribuì anche allo spin-off del fumetto underground Gothic Blimp Works.
Nel 1969 Robbins disegnò il costume per il personaggio Vampirella della Warren Publishing per l'artista Frank Frazetta in Vampirella n.1 (settembre 1969).
Nel 1970 lasciò New York per San Francisco, dove produsse con altre fumettiste "It Ain't Me, Babe", prima rivista di fumetti underground scritta e disegnata esclusivamente da donne. Nello stesso anno, lei e la collega Barbara "Willy" Mendes, co-produssero il primo fumetto tutto al femminile, One-shot. Da questo periodo in poi, Robbins si impegnò sempre più nella creazione dei punti vendita e nella promozione delle fumettiste, attraverso progetti come l'antologia di fumetti Wimmen's Comix, alla quale lavorò per vent'anni. Fu con Wimmen's Comix #1 che Robbins presentò Sandy Comes Out, il primo fumetto in assoluto con una lesbica.

Con il tempo, diventò sempre più schietta nelle sue convinzioni, criticando l'artista di fumetti underground Robert Crumb per la misoginia percepita in molti dei suoi fumetti. Disse: 
 All'inizio degli anni '80 Robbins creò adattamenti di Dope di Sax Rohmer e di The Silver Metal Lover di Tanith Lee. A metà degli anni '80 scrisse e disegnò Misty, una pubblicazione per bambini della Marvel Comics Star Comics. La breve serie fu una reinterpretazione del personaggio di lunga data Millie the Model, ora adulta e gestrice della propria agenzia di modelle nonché tutrice di sua nipote Misty.
Il lavoro ufficiale di Robbins su Wonder Woman, un personaggio da lei sempre ammirato, iniziò nel 1986. A conclusione del primo volume della serie (in concomitanza con la serie Crisis on Infinite Earths), DC Comics pubblicò una serie limitata di quattro numeri intitolata The Legend of Wonder Woman, scritta da Kurt Busiek e disegnata da Robbins. Robbins fu la prima donna a disegnare fumetti di Wonder Woman. La serie rese omaggio alle radici dell'età dell'oro del personaggio e apparve come se stessa in Wonder Woman Annual 2 (1989). A metà degli anni 1990, Robbins criticò la rappresentazione da cattiva ragazza nell'arte di Wonder Woman dell'artista Mike Deodato, chiamando la versione di Deodato del personaggio "una a malapena vestita pinup ipersessuale". Alla fine degli anni '90, Robbins collaborò con Colleen Doran alla graphic novel |della DC Comics Wonder Woman: The Once and Future Story, sul tema degli abusi coniugali.
Robbins scrisse le avventure a fumetti di Honey West, nota per essere stata una delle prime detective private della narrativa popolare.

### Scrittura e attivismo
Oltre al suo lavoro sui fumetti, Robbins fu un'autrice di libri di saggistica sulla storia delle donne nel fumetto.
Il suo primo libro, scritto insieme a Catherine Yronwode, fu Women and the Comics, una storia del fumetto femminile. Essendo uno dei primi libri mai pubblicati su questo argomento, ebbe un grande successo sulla stampa mainstream, oltre che su quella dei fan. I successivi volumi di Robbins sulle donne nell'industria dei fumetti furono A Century of Women Cartoonists (Kitchen Sink, 1993), The Great Women Superheroes (Kitchen Sink, 1997), From Girls to Grrrlz: A History of Women's Comics from Teens to Zines (Cronaca, 1999) e Le grandi donne vignettiste (Watson-Guptill, 2001). Il lavoro più recente fu Pretty In Ink, pubblicato da Fantagraphics nel 2013, narrante la storia delle donne nordamericane nei fumetti dalla striscia del 1896 di Rose O'Neill The Old Subscriber Calls fino ai suoi giorni.
Robbins fu co-fondatrice di Friends of Lulu, un'organizzazione no-profit costituita nel 1994 per promuovere i lettori di fumetti di artiste donne e la partecipazione delle donne nell'industria dei fumetti. Inoltre partecipò al film di storia femminista She's Beautiful When She's Angry.

## Vita privata
Robbins partecipò alla scena rock degli anni '60, amica intima di Jim Morrison e dei Byrds. Fu la prima delle tre Ladies of the Canyon nella classica canzone di Joni Mitchell dall'omonimo album. Alla fine degli anni '60 gestì una boutique di abbigliamento nell'East Village chiamata Broccoli e realizzò abiti per Cass Elliot, Donovan, David Crosby e altri. Scrisse un libro di memorie intitolato Last Girl Standing, pubblicato nel 2017 da Fantagraphics. Il suo partner fu l'artista Steve Leialoha.

## Premi e riconoscimenti
- Ospite speciale del Comic-Con di San Diego (1977),[23] dove presentò l'Inkpot Award.
- Special Achievement Award al Comic Con di San Diego per il suo lavoro su Strip AIDS USA, un libro di beneficenza che curò insieme a Bill Sienkiewicz e Robert Triptow (1989)
- Ospite d'onore del WisCon, la Convention del Wisconsin sulla fantascienza (1992)[24]
- Special John Buscema Haxtur Award, un riconoscimento per i fumetti pubblicati in Spagna (2002)[25]
- Le opere d'arte di Robbins vennero esposte alla mostra presso la Koffler Gallery Graphic Details: Confessional Comics by Jewish Women (2011)[26]
- Durante il San Diego Comic-Con International, Robbins fu una dei sei ad essere inserita nella Will Eisner Hall of Fame (luglio 2013). Il premio venne consegnato dal fumettista della rivista Mad e dal creatore di Groo the Wanderer Sergio Aragonés. Gli altri cinque ad essere inseriti nella Hall of Fame furono Lee Falk, Al Jaffee, Mort Meskin, Joe Sinnott e Spain Rodriguez.[27]
- Robbins venne classificata al 25º posto tra le migliori creatrici di fumetti di tutti i tempi (sondaggio del 2015)[28]
- Robbins venne scelta per la Wizard World Hall of Legends (2017)[29]
- Per i suoi contributi alla forma d'arte del fumetto e per il suo lavoro come storica, Comics Alliance elencò Robbins tra le dodici vignettiste meritevoli di un riconoscimento alla carriera[30]
- L'arte di Robbins e la sua vasta collezione di opere di fumettiste classiche vennero presentate alla mostra organizzata dalla Society of Illustrators nel 2020 Women in Comics: Looking Forward, Looking Back. Successivamente le opere vennero presentata alla mostra Women in Comics a Palazzo Merulana a Roma.[31]

## Opere

### Fumetti
- East Village Altro (fine anni '60)
- Gothic Blimp Works (East Village Other, 1969)
- Non sono io, Babe Comix (Last Gasp, 1970)
- Moonchild Comix#3 (settembre 1970)[32][33]
- Swift Comics ( Bantam Books, 1971)
- All Girl Thrills (Print Mint, 1971)
- Wimmen's Comix (Last Gasp, Renegade Press, Rip Off Press, 1972-1992)
- Girl Fight Comics #1, #2 (Print Mint, 1972, 1974)
- Tuff Shit Comics (Print Mint, 1972)
- Barbarian Comics #4 (California Comics, 1972)
- Comix Book (Marvel Comics, Kitchen Sink, 1974-1976)
- Tits &amp; Clits Comix #3 (Nanny Goat Productions, 1977)
- Dope (Eclipse Comics, 1981–1983), adattamento del romanzo di Sax Rohmer
- Gates of Eden (FantaCo, 1982)
- The Silver Metal Lover (Crown Books, 1985), adattamento del romanzo di Tanith Lee
- Good Girls (Wonderful Publishing Company, 1985)
- Misty (Star Comics, 1985-1986)
- Gay Comix #6, #11, #25 (Bob Ross, 1985, 1986, 1998)
- Wonder Woman (DC Comics, 1986)
- California Girls #1–8 ( Eclipse Comics, 1987–1988)
- Strip AIDS USA: A Collection of Cartoon Art to Benefit People With AIDS (Last Gasp, 1988), con Bill Sienkiewicz e Robert Triptow
- War News ( Jim Mitchell, 1991), giornale underground lanciato per protestare contro la prima guerra del Golfo[34]
- Wonder Woman: The Once and Future Story (DC Comics, 1998), disegni di Colleen Doran
- Alien Apocalypse 2006 (Frog Ltd., 2000)
- GoGirl (Image Comics, 2000–2001)
- 9-11: 11 settembre 2001 (risposta degli artisti) (Dark Horse Comics/Chaos! Comics/Image Comics, 2002)
- The Phantom Chronicles (Moonstone Books, 2007)
- Girl Comics (Marvel Comics, 2010)
- Honey West (Moonstone Books, 2010), numeri 1, 2, 6, 7
- Honey West and The Cat (Moonstone Books,2013), numero 1-2

### Saggistica
- Donne e fumetti di Catherine Yronwode e Trina Robbins (Eclipse, 1983) ISBN 0-913035-01-7
- Un secolo di vignettiste (Kitchen Sink, 1993) ISBN 0-87816-206-2
- Le grandi donne supereroi (Kitchen Sink, 1997) ISBN 0-87816-482-0
- From Girls to Grrrlz: A History of Women's Comics from Teens to Zines (Cronaca, 1999) ISBN 0-8118-2199-4
- Le grandi vignettiste (Watson-Guptill, 2001) ISBN 0-8230-2170-X
- Nell Brinkley e la donna nuova all'inizio del XX secolo (McFarland & Co., 2001) ISBN 0-7864-1151-1
- Eternally Bad: Goddesses with Attitude (Conari Press, 2001) ISBN 1-57324-550-X
- Teneri assassini: donne che uccidono (Conari Press, 2003) ISBN 1-57324-821-5
- Wild Irish Roses: Tales of Brigits, Kathleens e Warrior Queens (Conari Press, 2004) ISBN 1-57324-952-1
- Girls on Top?, capitolo 6 di Dez Skinn's Comix: The Underground Revolution (Collins & Brown/Thunder's Mouth, 2004) ISBN 1-84340-186-X[35]
- Le Brinkley Girls: Il meglio dei cartoni animati di Nell Brinkley dal 1913 al 1940 ( Fantagraphics Books, 2009) ISBN 978-1-56097-970-8
- Città Proibita: L'età d'oro dei locali notturni cinesi (Hampton Press, 2009) ISBN 978-1-57273-947-5
- Lily Renée, artista della fuga: da sopravvissuta all'olocausto a pioniera dei fumetti (Universo grafico, 2011) ISBN 978-0761381143
- Pretty In Ink: Cartoonists donne nordamericane 1896-2013 (Fantagraphics Books, 2013) ISBN 978-1-60699-669-0
- Babes in Arms: Donne nei fumetti durante la seconda guerra mondiale (Hermes Press, 2017) ISBN 978-1-61345-095-6
- Flapper Queens: Fumettiste donne dell'era del jazz (Fantagraphics Books, 2020) ISBN 978-1-68396-323-3